# OS X v10.11
OS X v10.11 El Capitan é a décima segunda versão do OS X, sistema operacional para Mac. O sistema operacional foi liberado de graça para todos os usuários de Macs no dia 30 de setembro de 2015, por download na App Store.

## Testes com versões beta
O primeiro beta do OS X El Capitan foi liberado para os desenvolvedores logo após a 2015, na WWDC em 8 de junho de 2015. O primeiro beta público foi disponibilizado em 09 de julho de 2015. Havia vários betas lançados após a keynote. OS X El Capitan foi liberado para os usuários finais em 30 de setembro de 2015 como uma atualização gratuita através da Mac App Store.

## Requisitos do sistema
Todos os computadores do Macintosh pode rodar o OS X Mavericks ou Yosemite que pode executar El Capitan, embora nem todas as suas características irão trabalhar em computadores mais antigos . Por exemplo, a Apple observa que recentemente disponível Metal API está disponível em "todos os Macs desde 2012".
- iMac (Metade de 2007 ou mais recente)
- MacBook (Final de 2008, de alumínio, do início de 2009 ou mais recente)
- MacBook Pro (Metade/Final de 2007 ou mais recente)
- MacBook Air (Final de 2008 ou mais recente)
- Mac Mini (Início de 2009 ou mais recente)
- Mac Pro (Início de 2008 ou mais recente)
- Xserve (Início de 2009)

## Histórico de Lançamento
| Versão  | Compilação | Data                   | Versão do Darwin | Notas de Lançamento                                                           | Download                                                                                              |
| ------- | ---------- | ---------------------- | ---------------- | ----------------------------------------------------------------------------- | --- |
| 10.11   | 15A284     | 30 de Setembro de 2016 | 15.0.0           | Lançamento Original na Mac App Store                                          | — |
| 10.11.1 | 15B42      | 21 de Outubro de 2015  | 15.0.0           | About the OS X El Capitan v10.11.1 Update                                     | OS X El Capitan 10.11.1 Update                                                                        |
| 10.11.2 | 15C50      | 8 de Dezembro de 2015  | 15.2.0           | Sobre o OS X El Capitan v10.11.2 Update                                       | OS X El Capitan 10.11.2 Update OS X El Capitan 10.11.2 Combo Update                                   |
| 10.11.3 | 15D21      | 19 de Janeiro de 2016  | 15.3.0           | Sobre o conteúdo de segurança da Atualização de segurança v10.11.3 Update     | OS X El Capitan 10.11.3 Update OS X El Capitan 10.11.3 Combo Update                                   |
| 10.11.4 | 15E65      | 21 de Março de 2016    | 15.4.0           | Sobre o OS X El Capitan v10.11.4 Update                                       | OS X El Capitan 10.11.4 Update OS X El Capitan 10.11.4 Combo Update                                   |
| 10.11.5 | 15F34      | 16 de Maio de 2016     | 15.5.0           | Sobre o OS X El Capitan v10.11.5 Update                                       | OS X El Capitan 10.11.5 Update OS X El Capitan 10.11.5 Combo Update                                   |
| 10.11.6 | 15G31      | 18 de Julho de 2016    | 15.6.0           | Sobre o OS X El Capitan v10.11.6 Update                                       | OS X El Capitan 10.11.6 Update OS X El Capitan 10.11.6 Combo Update                                   |
| 10.11.6 | 15G1004    | 1 de Setembro de 2016  | 15.6.0           | Sobre o conteúdo de segurança da Atualização de segurança 2016-001 El Capitan | Atualização de Segurança 2016-001 El Capitan                                                          |
| 10.11.6 | 15G1011    |                        | 15.6.0           |                                                                               | |
| 10.11.6 | 15G1108    | 24 de Outubro de 2016  | 15.6.0           | Sobre o conteúdo de segurança da Atualização de segurança 2016-002 El Capitan | Atualização de Segurança 2016-002 El Capitan                                                          |
| 10.11.6 | 15G1212    | 13 de Dezembro de 2016 | 15.6.0           | Sobre o conteúdo de segurança da Atualização de segurança 2016-003 El Capitan | Atualização de Segurança 2016-003 El Capitan                                                          |
| 10.11.6 | 15G1217    | 17 de Janeiro de 2017  | 15.6.0           | Sobre o conteúdo de segurança da Atualização de segurança 2016-003 El Capitan | Atualização de Segurança 2016-003 El Capitan Atualização de Segurança 2016-003 Complementar (10.11.6) |
| 10.11.6 | 15G1421    | 27 de Março de 2017    | 15.6.0           | Sobre o conteúdo de segurança da Atualização de segurança 2017-001 El Capitan | Atualização de Segurança 2017-001 El Capitan                                                          |
| 10.11.6 | 15G1510    | 15 de Maio de 2017     | 15.6.0           | Sobre o conteúdo de segurança da Atualização de segurança 2017-002 El Capitan | Atualização de Segurança 2017-002 El Capitan                                                          |
| 10.11.6 | 15G1611    | 19 de Julho de 2017    | 15.6.0           | Sobre o conteúdo de segurança da Atualização de segurança 2017-003 El Capitan | Atualização de Segurança 2017-003 El Capitan                                                          |
| 10.11.6 | 15G17023   | 31 de Outubro de 2017  | 15.6.0           | Sobre o conteúdo de segurança da Atualização de segurança 2017-004 El Capitan | Atualização de Segurança 2017-004 El Capitan                                                          |
| 10.11.6 | 15G18013   | 6 de Dezembro de 2017  | 15.6.0           | Sobre o conteúdo de segurança da Atualização de segurança 2017-005 El Capitan | Atualização de Segurança 2017-005 El Capitan                                                          |
| 10.11.6 | 15G19009   | 23 de Janeiro de 2018  | 15.6.0           | Sobre o conteúdo de segurança da Atualização de segurança 2018-001 El Capitan | Atualização de Segurança 2018-001 El Capitan                                                          |
| 10.11.6 | 15G20015   | 29 de Março de 2018    | 15.6.0           | Sobre o conteúdo de segurança da Atualização de segurança 2018-002 El Capitan | Atualização de Segurança 2018-002 El Capitan                                                          |
| 10.11.6 | 15G21013   | 1 de Junho de 2018     | 15.6.0           | Sobre o conteúdo de segurança da Atualização de segurança 2018-003 El Capitan | Atualização de Segurança 2018-003 El Capitan                                                          |
| 10.11.6 | 15G22010   | 9 de Julho de 2018     | 15.6.0           | Sobre o conteúdo de segurança da Atualização de segurança 2018-004 El Capitan | Atualização de Segurança 2018-004 El Capitan                                                          |